# Xã South Bend, Quận Armstrong, Pennsylvania
Xã South Bend (tiếng Anh: South Bend Township) là một xã thuộc quận Armstrong, tiểu bang Pennsylvania, Hoa Kỳ. Năm 2010, dân số của xã này là 1.167 người.